# 1432
Пізнє Середньовіччя •  Відродження •  Реконкіста •  Ганза •  Столітня війна •  Гуситські війни •  Ацтецький потрійний союз

## Геополітична ситуація
Османську державу очолює Мурад II (до 1444). Імператором Візантії є Іоанн VIII Палеолог (до 1448), а королем Німеччини Сигізмунд I Люксембург (до 1437). У Франції королює Карл VII Звитяжний.
Апеннінський півострів розділений: північ належить Священній Римській імперії, середню частину займає Папська область, південь належить Неаполітанському королівству. Деякі міста півночі: Венеція, Флоренція, Генуя тощо, мають статус міст-республік.
Майже весь Піренейський півострів займають християнські Кастилія і Леон, де править Хуан II (до 1454), Арагонське королівство на чолі з Альфонсо V Великодушним (до 1458) та Португалія, де королює Жуан I Великий (до 1433). Під владою маврів залишилися тільки землі на самому півдні.
Генріх VI є королем Англії (до 1461). У Кальмарській унії (Норвегії, Данії та Швеції) королює Ерік Померанський. В Угорщині править Сигізмунд I Люксембург (до 1437). Королем польсько-литовської держави є Владислав II Ягайло (до 1434). У Великому князівстві Литовському княжить Сигізмунд Кейстутович (до 1440).
Частина руських земель перебуває під владою Золотої Орди. Галичина входить до складу Польщі. Волинь належить Великому князівству Литовському. Московське князівство очолює Василь II Темний.
На заході євразійських степів править Золота Орда. У Єгипті панують мамлюки, а Мариніди — у Магрибі. У Китаї править династія Мін. Значними державами Індостану є Делійський султанат, Бахмані, Віджаянагара. В Японії триває період Муроматі.
У Долині Мехіко править Ацтецький потрійний союз на чолі з Іцкоатлем (до 1440). Цивілізація майя переживає посткласичний період. Проходить становлення цивілізації інків.

## Події

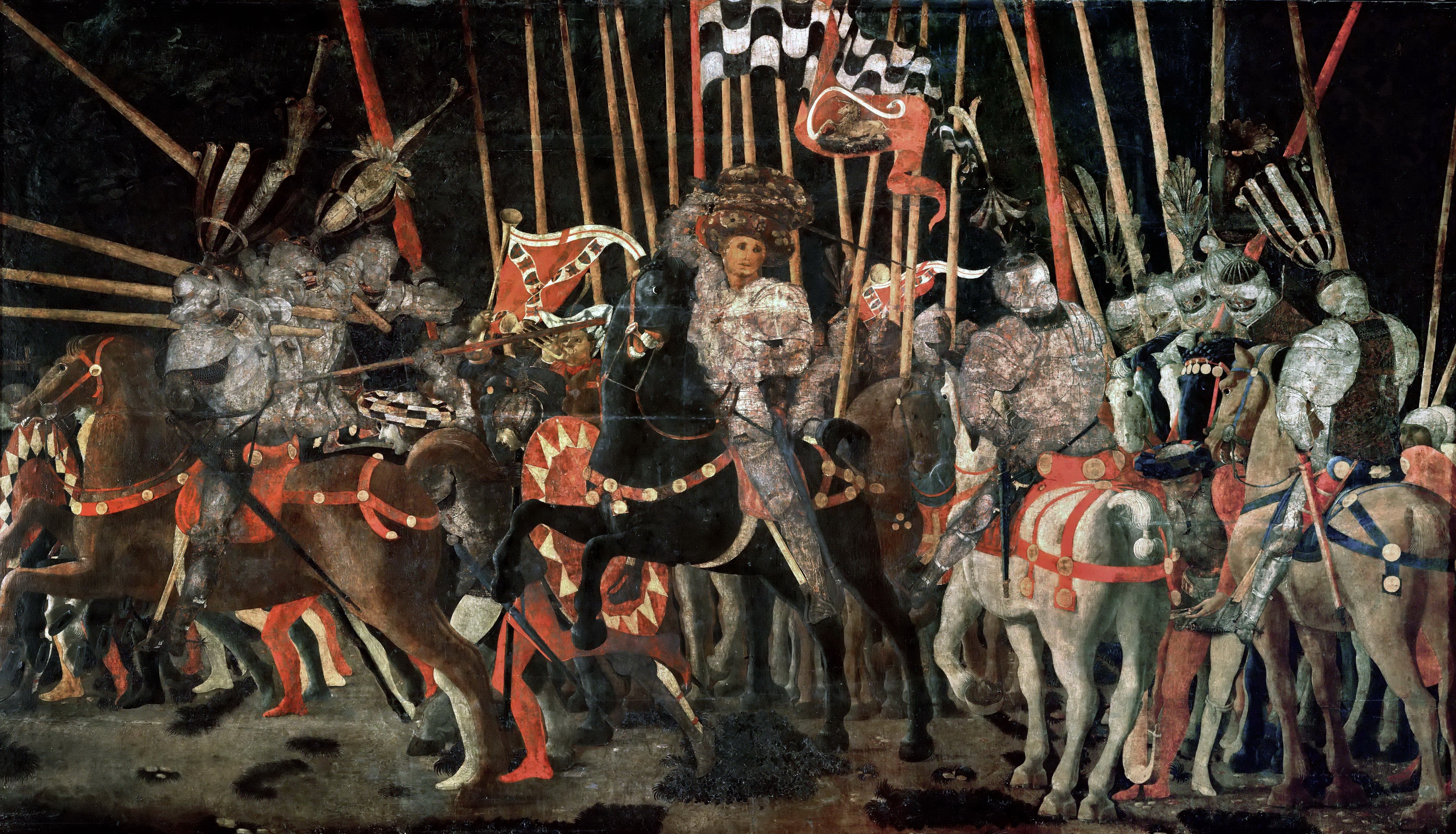
Битва Сан-Романо, триптих Паоло Учелло

- У Великому Литовському князівстві почалася громадянська війна. Сигізмунд Кейстутович змістив із княжого трону Свидригайла Ольгердовича. Свидригайло створив Велике князівство Руське (1432—1435).
- Війська польського короля захопили Олеський замок.
- У Молдовському князівстві після смерті Олександра Доброго почалася боротьба за спадщину між його синами Іллею та Штефаном.
- В Албанії спалахнуло повстання проти турецького правління.
- Турки здійснили вдалий похід на Трансильванію.
- Флоренція завдала поразки Сієнні біля Сан-Романо.
- Завершилася війна гачків та тріски в Голландії.
- Базельський собор розпочав процес проти папи.
- Освячено Гентський вівтар.
- Кара-Коюнлу захопила Ірак.

## Народились
- 30 березня — Мехмед II Фатіх (Завойовник), турецький султан.